# Akademie
Akademie (von altgriechisch Ἀκαδήμεια Akadḗmeia bzw. der auf den Heros Hekademos zurückgehenden älteren Form Ἑκαδήμεια Hekadḗmeia) bezeichnet eine gelehrte Gesellschaft und deckt zudem ein breites Spektrum von öffentlich geförderten und/oder privaten (sogenannten „freien“) Forschungs-, Lehr-, Bildungs- und Ausbildungseinrichtungen ab.
Allgemeiner gebräuchlich als das Substantiv Akademie ist das entsprechende Adjektiv akademisch, das sich auf alles bezieht, was mit Hochschulen in Zusammenhang steht, sowie die Ableitung Akademiker (Hochschulabsolvent).

## Zum Begriff
Der Begriff Akademie leitet sich vom Ort der Philosophenschule des Platon (siehe Platonische Akademie) ab, die sich beim Hain des griechischen Helden Akademos in Athen befand. Sie bestand – wenn auch nicht durchgängig – bis zu ihrer Schließung durch Kaiser Justinian I. im Jahr 529 (siehe auch die 1926 gegründete moderne Akademie von Athen). Erste Nachfolger in der Neuzeit wurden die italienischen Akademien im Renaissance-Humanismus des 15. und 16. Jahrhunderts.
Akademien können folgendermaßen unterteilt werden:
1. Akademien der Wissenschaften
2. Anstalten zur Förderung wissenschaftlicher und künstlerischer Studien
3. Unvollständig ausgebaute Hochschulen

Die ersten beiden Einrichtungen unterscheiden sich von den vielfach verwandten und verbundenen Universitäten dadurch, dass sie keine oder keine staatlichen Ausbildungsstätten sind, ihre Ausrichtung nicht auf praktische Zwecke gerichtet ist, sondern die wissenschaftliche Arbeit im Wesentlichen um ihrer selbst willen betreiben.
In Ausdehnung des Wortgebrauchs auch für Studien- und Aufführungszirkel der Musik wurden zeitweise auch Veranstaltungen zur öffentlichen Musikaufführung selbst als Akademie bezeichnet. Der Ausdruck Konzert hat dies jedoch verdrängt.

## Sparten

### Akademie der Wissenschaften
Akademien der Wissenschaften sind (ursprünglich private) gelehrte Gesellschaften für wissenschaftliche oder künstlerische Forschungen, die der Selbstverwaltung unterliegen. Sie betreiben Lehre allenfalls in von ihnen betriebenen Forschungsinstituten. In gemeinsamen Sitzungen ihrer Mitglieder werden die Forschungsergebnisse vorgetragen und diskutiert, die dann in Sitzungsberichten oder Abhandlungen veröffentlicht werden. Diese typischerweise staatlich unterhaltenen Selbstverwaltungskörperschaften sind in zwei bis drei Klassen unterteilt, meistens eine philosophisch-historische Klasse, eine mathematisch-naturwissenschaftliche und manchmal eine Klasse für Kunst und Literatur. Die enge Fachbegrenzung ist heute aufgehoben, sodass fast alle Disziplinen vertreten sind. Die Klassen haben etwa je 30 bis 50 ordentliche, das heißt für gewöhnlich aus dem Lande stammende Mitglieder und etwa je 80 korrespondierende, das heißt in der Regel auswärtige Mitglieder. In Österreich erhält jedes spätere ordentliche Mitglied zunächst den Status des korrespondierenden Mitgliedes. Auch Medizinische Akademien werden oft unter den Akademien der Wissenschaften subsumiert.
Die ordentlichen, fast immer ehrenamtlichen Mitglieder wählen aus ihren Reihen einen Präsidenten auf Zeit. Neue Mitglieder werden kooptiert, das heißt, von ordentlichen Mitgliedern zugewählt. Die Arbeitsgebiete der Akademie der Wissenschaften sind meistens langwierige wissenschaftliche Untersuchungen wie die Herausgabe von Wörterbüchern, die Betreuung von Sammelpublikationen wie die der Monumenta Germaniae Historica, die Flora Sibirica oder die von Kaiserurkunden usw.

### Anstalten zur Förderung wissenschaftlicher oder künstlerischer Studien
Schon früh wurden Anstalten zur Vermittlung eines bestimmten Fachwissens gegründet. Es waren dieses beispielsweise Bergakademien, Bauakademien, Kunstakademien, und vieles andere. Die Bergakademie Clausthal wurde 1775, die Bergakademie Freiberg Sachsen wurde 1765 und die Bergakademie Montanhochschule Ostrau wurde 1716 gegründet.
Unter diesem Begriff finden sich auch Akademien, die sich dem Studium und der Aufführung von Musikwerken widmen, wie die 1669 gegründete Académie nationale de musique in Paris (die heutige große Oper), die 1726 in London gegründete Academy of Ancient Music, die Academies of music (Opernhäuser) 1854 in New York und 1856 in Philadelphia gegründet, die Sing- (erstmals 1791 in Berlin), Musik- und Philharmonischen Akademien.
Solche Akademien betreiben neben der Forschung gleichermaßen die Lehre auf hochschulmäßiger Grundlage und sind vergleichbar mit einer Hochschulfakultät. Sie weisen häufig eine Entwicklungstendenz zur Hochschule auf.

### Unvollständig ausgebaute Hochschulen
Darunter versteht man
- Kunsthochschulen, die nicht der Universität angeschlossen sind und die vor allem der Ausbildung von Künstlern dienen. Es gibt Kunsthochschulen, die sich als Filmakademien, Kunstakademien und Musikakademien bezeichnen.
- Sonstige Stätten der höheren Bildung (heute Tertiärsektor): Berufsakademien, Philosophisch-theologische Akademien, Sportakademien, Ordenshochschulen, Kriegs- bzw. Militärakademien, Militärärztliche Akademien, Staatsmedizinische Akademien zur Ausbildung von Amtsärzten, Ärztliche Fortbildungsakademien, Landwirtschaftliche Akademien, Forstakademien, Filmakademien, Pädagogische Akademien zum Zwecke der Lehrerbildung, Handelsakademien, Bauakademien, Verwaltungs- und Wirtschaftsakademien usw.

### Akademien zur kulturellen Bildung
Dies sind Fort- und Weiterbildungseinrichtungen vor allem für Multiplikatoren in sozialen oder kulturellen Berufen, die mit staatlicher Unterstützung getragen werden. Überregionale Bedeutung haben: Die Akademie Musik & Bühne GmbH, die Akademie Remscheid für Kulturelle Bildung e. V., die Bundesakademie für musikalische Jugendbildung Trossingen, die Bundesakademie für kulturelle Bildung Wolfenbüttel, die Nordsee Akademie und Burg Fürsteneck, Akademie für berufliche und musisch-kulturelle Weiterbildung im Landkreis Fulda.
Handwerker können sich bundesweit an den Akademien für Gestaltung zum Gestalter im Handwerk qualifizieren.

### Sonstige
Außer den genannten Einrichtungen gab und gibt es Akademien auch im Militär und in der Wirtschaft, die unter Berücksichtigung sehr unterschiedlichen Kriterien gegründet wurden, beispielsweise Ritter- oder Kriegsakademien sowie Akademien zur Ausbildung der Nachwuchskräfte der Wirtschaft. Weitere Akademien sind Bildungseinrichtungen in privater oder kirchlicher Trägerschaft. Auch wenn der Begriff „Akademie“ rechtlich nicht geschützt ist, legen die Handelsregistergerichte und die sie beratenden Kammern meistens (aber nicht grundsätzlich) recht hohe Maßstäbe für die Eintragung dieses Begriffs als Namensbestandteil in das Handelsregister an. In der Regel wird darauf geachtet, dass solche Einrichtungen dem Anspruch gerecht werden, den der Akademie-Begriff weckt. Einige Beispiele hierfür sind die TÜV Rheinland Akademie, die Akademie Deutsches Bäckerhandwerk Weinheim, die Akademie der Architektenkammer NRW GmbH, die Sachverständigen Akademie Aachen GmbH, die Technische Akademie Wuppertal e. V., im künstlerischen Bereich die Akademie Musik & Bühne GmbH und andere. Als Beispiele für einen, wenn nicht unbedingt irreführenden, so doch weniger gerechtfertigten Gebrauch des Wortes Akademie seien die zahlreichen Sommerakademien angeführt.

## Geschichte der wissenschaftlichen Akademien

### Antike
Die älteste Akademie im eigentlichen Sinne, also wissenschaftliche Akademie, war das von Ptolemaios II. geschaffene Museum in Alexandria. Hiermit wenig gemeinsam haben die freien Vereinigungen von Gelehrten, Denkern und Schöngeistern, die sich im arabischen Orient im 2. Jahrhundert der Hedschra bildeten und zum Teil, wie die Lauteren Brüder, zeitweilig einen weitreichenden geistigen Einfluss gewannen.

### Mittelalter
Lediglich als ein Staatsinstitut zur Förderung der Wissenschaften war die Akademie geplant, die um die Mitte des 9. Jahrhunderts Bardas in Konstantinopel einrichtete. Im Abendland legte sich den Namen Akademie der Gelehrtenkreis bei, der am Hofe Karls des Großen in Alkuin seinen Mittelpunkt fand. Im Übrigen besaßen hier während des Mittelalters Wissenschaft und Gelehrsamkeit keine Zufluchtsstätte, mit Ausnahme mancher Klöster. Die von Brunetto Latini gestiftete Akademie der schönen Künste in Florenz (1270), die von König Friedrich II. von Sizilien 1300 in Palermo begründete Gesellschaft zur Pflege der italienischen Poesie, die 1323 in Toulouse gebildete Académie des jeux floreux waren nur der Pflege der Dichtkunst gewidmet.

### Frühe Neuzeit
Erst mit dem Wiederaufleben der klassischen Studien entstanden seit Mitte des 15. Jahrhunderts in Italien Vereinigungen gelehrter Männer mit humanistischer Tendenz, zuerst die 1433 von Antonio Beccadelli aus Palermo in Neapel begründete Akademie, die von Laurentius Valla und besonders von Giovanni Pontano gehoben und deshalb meist Academia Pontaniana genannt wird. Nur ein lockerer Gesprächskreis war die „platonische Akademie“, die angeblich in Florenz unter Cosimo de’ Medici 1438 gegründet und von Marsilio Ficino geleitet wurde. Diese Gesellschaft beschäftigte sich mit platonischer Philosophie, mit der Veredelung der italienischen Sprache und dem Studium Dantes. Viele andere Vereine dieser Art bildeten sich im Laufe des 16. Jahrhunderts in allen größeren Städten Italiens.
Daneben ist zu nennen die Accademia Romana in Rom, die 1498 von Pomponio Leto ins Leben gerufen, von Papst Pius II. aber wegen Ketzerei und heidnischer Gesinnung verfolgt wurde und sich 1550 auflöste. Daneben gab es die philologische Akademie des Aldus Manutius, die 1495 in Venedig gegründet wurde und sich um die Neuausgabe antiker Schriftsteller kümmerte. Die 1563 in Florenz gegründete Accademia e Compagnia dell’Arte del Disegno widmete sich der bildenden Kunst, die 1582 ebenda gegründete Accademia della Crusca der Reinigung und Veredelung der italienischen Sprache. 1560 wurde in Neapel bereits die Academia Secretorum Naturae gegründet, die sich um die Naturwissenschaften kümmerte und bald durch die Kirche unterdrückt wurde. Zu ihren Nachfolge-Organisationen gehört die Accademia de' Lincei in Rom, die 1603 gegründet wurde. Sie ging mehrfach ein und entstand wieder neu, wurde 1870 in einen päpstlichen und einen königlichen Teil aufgeteilt. Heute ist sie als Accademia Nazionale dei Lincei aktiv.
Mit den humanistischen Studien gelangten die Akademien auch in andere Länder Europas. So begründete Johann Clemens von Dalberg auf Veranlassung von Konrad Celtes 1490 die Sodalitas Celtica oder Rhenana in Worms und um die gleiche Zeit Konrad Celtes selbst die Sodalitas literaria Danubiana, die 1498 nach Wien verlegt wurde. Während die florentinische Crusca im deutschen Sprachraum des 17. Jahrhunderts Nachahmer fand, dienten die den Naturwissenschaften gewidmeten italienischen Gesellschaften der Royal Society in London und der Leopoldinisch-Karolinischen Akademie (Leopoldina) zum Vorbild.
In Frankreich verwandelte Richelieu 1635 eine 1630 gegründete Privatgesellschaft in eine nationale Organisation, die Académie française, die später gemeinsam mit ihren Schwesteranstalten unter die Dachorganisation Institut de France gestellt wurde. Dieses vom Staat in hohem Maße unterstützte, aber auch von den Regierungen abhängige Institut hat einen tiefgreifenden Einfluss auf die Entwicklung der so genannten klassischen Literaturepoche Frankreichs ausgeübt.
Die oft staatlich geförderten Akademien der Wissenschaften erhielten im 18. Jahrhundert ihren öffentlich-rechtlichen Status.